# Біольйо
Біольйо (італ. Bioglio, п'єм. Bioj) — муніципалітет в Італії, у регіоні П'ємонт,  провінція Б'єлла.
Біольйо розташоване на відстані близько 550 км на північний захід від Рима, 75 км на північний схід від Турина, 10 км на північний схід від Б'єлли.
Населення — 925 осіб (2014).
Щорічний фестиваль відбувається 15 серпня. Покровителька — Богородиця Небовзята.

## Демографія
Населення за роками:

Станом на 1 січня 2023 року в муніципалітеті офіційно проживало 28 іноземців з 13 країн, серед них 16 громадян країн Євросоюзу та 2 громадяни України.

## Сусідні муніципалітети
- Каллаб'яна
- Камандона
- Моссо
- Петтіненго
- П'ятто
- П'єдікавалло
- Тавільяно
- Терненго
- Валланценго
- Валле-Моссо
- Валле-Сан-Ніколао
- Вельйо